# العلاقات التركية السلوفاكية
العلاقات التركية السلوفاكية هي العلاقات الثنائية التي تجمع بين تركيا وسلوفاكيا.

## مقارنة بين البلدين
هذه مقارنة عامة ومرجعية للدولتين:
| وجه المقارنة                                              | تركيا         | سلوفاكيا                                                       |
| --------------------------------------------------------- | ------------- | -------------------------------------------------------------- |
| المساحة (كم2)                                             | 783.56 ألف    | 49.03 ألف                                                      |
| عدد السكان (نسمة)                                         | 80.14 مليون   | 5.44 مليون                                                     |
| الكثافة السكانية (ن./كم²)                                 | 102.28        | 110.95                                                         |
| العاصمة                                                   | أنقرة         | براتيسلافا                                                     |
| اللغة الرسمية                                             | اللغة التركية | اللغة السلوفاكية                                               |
| العملة                                                    | ليرة تركية    | كرونة سلوفاكية، يورو                                           |
| الناتج المحلي الإجمالي (بليون دولار)                      | 851.10 مليار  | 95.77 مليار                                                    |
| الناتج المحلي الإجمالي (تعادل القوة الشرائية) بليون دولار | 1.57 تريليون  | 162.34 مليار                                                   |
| الناتج المحلي الإجمالي الاسمي للفرد دولار أمريكي          | 9.12 ألف      | 16.09 ألف                                                      |
| الناتج المحلي الإجمالي للفرد دولار أمريكي                 | 19.79 ألف     | 30.46 ألف                                                      |
| مؤشر التنمية البشرية                                      | 0.761         | 0.844                                                          |
| رمز المكالمات الدولي                                      | +90           | +421                                                           |
| رمز الإنترنت                                              | .tr           | .sk                                                            |
| المنطقة الزمنية                                           | ت ع م+03:00   | توقيت وسط أوروبا، ت ع م+01:00، ت ع م+02:00، أوروبا/براتيسلافا ‏ |

## مدن متوأمة
في ما يلي قائمة باتفاقيات التوأمة بين مدن تركية وسلوفاكية:
- ترتبط بورصة مع كوشيتسه باتفاقية توأمة منذ 1971.
- ترتبط آق سراي مع كوشيتسه باتفاقية توأمة.

## منظمات دولية مشتركة
يشترك البلدان في عضوية مجموعة من المنظمات الدولية، منها:
| علم المنظمة | اسم المنظمة                               | تاريخ انضمام تركيا | تاريخ انضمام سلوفاكيا |
| ----------- | ----------------------------------------- | ------------------ | --------------------- |
|             | وكالة ضمان الاستثمار متعدد الأطراف        | 3 يونيو 1988       | 1993                  |
|             | منظمة التعاون الاقتصادي والتنمية          | ?                  | ?                     |
|             | الأمم المتحدة                             | 24 أكتوبر 1945     | 19 يناير 1993         |
|             | الوكالة الدولية للطاقة                    | ?                  | ?                     |
|             | الفريق المعني برصد الأرض                  | ?                  | ?                     |
|             | مركز تنسيق الحركة في أوروبا ‏              | ?                  | ?                     |
|             | منظمة حظر الأسلحة الكيميائية              | ?                  | ?                     |
|             | منظمة التجارة العالمية                    | 26 مارس 1995       | ?                     |
|             | منظمة الشرطة الجنائية الدولية             | ?                  | ?                     |
|             | منظمة الأمن والتعاون في أوروبا            | 25 يونيو 1973      | 1993                  |
|             | مؤسسة التنمية الدولية                     | 22 ديسمبر 1960     | 1993                  |
|             | حلف شمال الأطلسي                          | 18 فبراير 1952     | 29 مارس 2004          |
|             | يونسكو                                    | 4 نوفمبر 1946      | 9 فبراير 1993         |
|             | الاتحاد البريدي العالمي                   | ?                  | ?                     |
|             | البنك الدولي للإنشاء والتعمير             | 11 مارس 1947       | 1993                  |
|             | اتفاقية السماوات المفتوحة                 | ?                  | ?                     |
|             | الاتحاد الدولي للاتصالات                  | 1866               | 23 فبراير 1993        |
|             | مؤسسة التمويل الدولية                     | 19 ديسمبر 1956     | 1993                  |
|             | المنظمة الأوروبية لسلامة الملاحة الجوية   | 1989               | 1997                  |
|             | المركز الدولي لتسوية المنازعات الاستشارية | 2 أبريل 1989       | 26 يونيو 1994         |
|             | مجموعة أستراليا                           | 2000               | 1994                  |
|             | مجموعة الموردين النوويين                  | ?                  | ?                     |

## وصلات خارجية
- موقع وزارة الخارجية التركية
- موقع وزارة الخارجية السلوفاكية